# از آسمان برای من زیاد رسید
از آسمان برای من زیاد رسید (به تامیلی: Alli Thandha Vaanam) و (به انگلیسی: The sky gave me too much) فیلمی هندی محصول سال ۲۰۰۱ و به کارگردانی سردار پراساد است. در این فیلم بازیگرانی همچون پرابو دوا، لیلا، نیها و پراکاش راج ایفای نقش کرده‌اند.